# Francesca Ferri
Francesca Ferri, née en 1967, est une illustratrice italienne qui écrit des livres pour les enfants en bas âge (moins de 3 ans).